# Людина Цзочжень
Люди́на Цзочже́нь (кит. 左鎮人) — скам'янілість стародавньої людини, рештки якої виявлено в місті міста Тайнань у затоці Цзай-Ляо Крік (кит.: 菜寮溪) в районі Цзочжень, за назвою якого вчені присвоїли ім'я «Людина Цзочжень». Встановлено, що скам'янілості Людини Цзочжень датуються приблизно 20–30 тис. років тому, через що її ще називали «найдавнішою людиною Тайваню». Згідно з повторним дослідженням у 2015 році з'ясувалося, що рештки цього типу людини датуються 3 тис. до н. е. і належать до пізнього неоліту.

## Розкопки та дослідження
Перші рештки скам'янілості людини Цзочжень були знайдені у серпні 1970 року любителем-колекціонером Ґо Делінем (кит.: 郭德鈴) та його сином Ґо Дунхуеєм (кит.: 郭東輝). Під час пошуку ними різних скам'янілостей в затоці Цзай-Ляо Крік тодішнього містечка Цзочжень повіту Тайнань, Ґо Дунхуей знайшов рештки черепа в руслі річки на південний захід від села Саньчун-Крік (кит.: 三重溪), але на той момент вони не могли підтвердити їх приналежність людині чи мавпі, тому знайдений матеріал не був повністю зібраний.
19 листопада 1971 року любителі-колекціонери на чолі з Пань Чану виявили цілі скам'янілості носорогів виду Nesorhinus hayasakai, а Ґо Делін — elaphure Elaphurus formosanus. Ці відкриття привернули увагу провінційного музею Тайваню (кит.: 台灣省立博物館, нині Національний музей Тайваню кит.: 國立台灣博物館) і Національного університету Тайваню. У результаті професор Сун Веньсюнь (кит.: 宋文薰) з кафедри археології та антропології Національного тайванського університету та професор Лінь Чаоці (кит.: 林朝棨) з Департаменту геології в супроводі куратора Музею провінції Тайваню Лю Єна (кит.: 劉衍), а також Цзінь Лянченя (кит.: 金良晨), Хе Сюньяо (кит.: 何勛堯) та інших провели наприкінці грудня на півдні розвідку місцевості. Згодом в колекції скам'янілостей Ґо Деліна вони виявили рештки прадавньої людини, які були знайдені в 1970 році. Отримано 19 березня 2014 року. Після того, як Ґо Делін показав череп Сун Веньсюню та Лінь Чаоці, вчені встановили значимість знахідки й доставили її до Національного університету Тайваню для дослідження.
У 1972 році, щоб відкопати скам'янілість цілого носорога, Тайванський провінційний музей запросив японських учених Шікама Токіо (кит.: 鹿間時夫) та Ооцука Хіроюкі (кит.: 大塚裕之) приїхати на Тайвань і допомогти в дослідженнях. Пізніше, у серпні 1973 року, професор Тайванського національного університету Лін Чаоці попросив японських вчених відправити череп до Японії для ідентифікації. У січні 1974 року, Пан Чану також передав ще один фрагмент черепа, який він виявив, вченому Шикама Токіо для ідентифікації в Японію. Того ж року Пан Чану відправив ще одну частину черепа Музею провінції Тайвань.
Японські вчені попередньо віднесли скам'янілості до прадавніх людських останків. Після того, як у черепі було проведено вимірювання вмісту фтору та марганцю, з'ясувалося, що його вік становить приблизно 20–30 тис. років. Оскільки всі три вищезазначені фрагменти людського черепа були виявлені в «смердючій розкопці» в затоці Цзай-Ляо Крік в містечку Цзочжень, округ Тайнань, вчені назвали цей вид «Людина Цзочжень». Протягом всього періоду досліджень ще один аматор-колекціонер скам'янілостей — Чень Чуньму (кит.: 陳春木) знайшов ще чотири фрагменти черепа в Кун-а-нах (кит.: 崗仔林). У 1976 році в журналі Антропологічного товариства Ніппона (《日本人類學會期刊》) було офіційно опубліковано звіт про рештки черепа. У 1977 році Пань Чану надав Національному тайванському університету знайдену ним скам'янілість людського зуба, а наступного року Чень Чуньму також надіслав університету іншу скам'янілість людського зуба, зібрану Чень Цзітаном (陳濟堂). Згодом професор університету Лянь Чаомей провів їхнє дослідження.
У 2014 році Національний музей Тайваню започаткував створення проєкту «Повторне дослідження людини Цзочжень». Команда проєкту надіслала зразки скам'янілостей черепа Цзочжень до Beta лабораторії у Сполучених Штатах Америки для детального дослідження. Результати радіовуглецевого датування надали змогу встановити, що одному зі зразків черепа (AH006672) було приблизно 3 тис. років, тоді як іншому (AH006674) було лише 250 років. Дотримуючись обережності, команда проєкту взяла ще один зразок від AH006672 і відправила його в Австралійський національний університет для дослідження, не повідомляючи їм про свої результати лабораторних досліджень. Отриманий новий результат не надто відрізнявся від першого дослідження, вік теж був приблизно 3 тис. років. Таким чином, твердження, що людина Цзочжень є найдавнішою людиною Тайваню було спростовано. В даний час вважається, що найдревнішими залишками людини в регіоні є рештки Людини цзайчанійської (кит.: 澎湖原人), яка з'явилася в середині плейстоцену орієнтовно 190 тис. років тому і в якої прослідковуються риси Людини прямоходячої (Homo erectus).

## Приналежність до археологічної культури
Оскільки існували незначні археологічні рештки Людина Цзочжень, відсутні підстави вважати про наявність цілої археологічної культури, хоча проживання цієї людини в регіоні не оскаржується. Лише можна припускати її приналежність до культур Чанбінь (кит.: 長濱文化) або Вансін (кит.: 網型文化), що існували в пізньому палеоліті. Теорія про приналежність до культури Чанбінь виникла на основі кількох знахідок на території материкового Китаю і Тайваню з епохи плейстоцену, коли могла проживати Людина Цзочжень. Вчений Сун Веньсюнь вважав, що коли культура Чанбінь поширилася з Азії до Східного Тайваню, вона не перебувала у Західному Тайвані. Таким чином, Людина Цзочжень могла бути попередником культури Чанбінь у Східному Тайвані. Але, як встановило дослідження 2015 року, твердження, що Людина Цзочжень жила в палеоліті було повністю спростовано. Наразі її приналежність до якої-небудь культури невстановлена.
Крім того, існують обґрунтовані твердження, що сліди від скам'янілих решток тварин, знайдених в затоці Цзай-Ляо Крік, мають рукотворне походження. Окремі вчені припустили, що закам'янілі рештки тварин могли використовувати замість твердого каміння, яке відсутнє в даному регіоні. Хоча для підтвердження цієї теорії необхідно провести додаткові дослідження.